# Давідешть (комуна)
Давідешть, Давідешті (рум. Davidești) — комуна у повіті Арджеш в Румунії. До складу комуни входять такі села (дані про населення за 2002 рік):
- Воровень (571 особа)
- Давідешть (656 осіб)
- Концешть (1625 осіб)

Комуна розташована на відстані 105 км на північний захід від Бухареста, 21 км на північний схід від Пітешть, 122 км на північний схід від Крайови, 84 км на південний захід від Брашова.

## Населення
За даними перепису населення 2002 року у комуні проживали 2852 особи.
Національний склад населення комуни:
| Національність | Кількість осіб | Відсоток |
| -------------- | -------------- | -------- |
| румуни         | 2095           | 73,5%    |
| цигани         | 658            | 23,1%    |

Рідною мовою назвали:
| Мова      | Кількість осіб | Відсоток |
| --------- | -------------- | -------- |
| румунська | 2849           | 99,9%    |
| циганська | 3              | 0,1%     |

Склад населення комуни за віросповіданням:
| Релігія       | Кількість осіб | Відсоток |
| ------------- | -------------- | -------- |
| православні   | 2812           | 98,6%    |
| бретрени      | 36             | 1,3%     |
| реформати     | 2              | 0,1%     |
| п'ятдесятники | 1              | < 0,1%   |
| старообрядці  | 1              | < 0,1%   |